# Argentinska nogometna reprezentanca
Argentinska nogometna reprezentanca (špansko Selección de fútbol de Argentina) zastopa Argentino na mednarodnih reprezentančnih tekmovanjih, nadzoruje jo Nogometna zveza Argentine. Velja za eno najboljših reprezentanc, saj je trikrat – v letih 1978, 1986 in 2022 – postala svetovni prvak, leta 1990 ter 2014 pa še svetovni podprvak. V letih 2004 in 2008 je reprezentanca osvojila naslov olimpijskega prvaka, pokal Copa América pa je osvojila kar štirinajstkrat. 

## Selektorji
|  | 1. Angel Vázquez (1924–1925) 2. José Lago Millán (1927–1928) 3. Francisco Olazar (1928–1929) 4. Olazar in Tramutola (1929–1930) 5. Felipe Pascucci (1934–1934) 6. Manuel Seoane (1934–1937) 7. Ángel Fernández Roca (1937–1939) 8. Guillermo Stábile (1939–1960) 9. Victorio Spinetto (1960–1961) 10. José D'Amico (1961–1961) 11. Juan Carlos Lorenzo (1962–1963) 12. Alejandro Galán (1963–1963) | 13. Horacio Amable Torres (1963–1964) 14. José María Minella (1964–1968) 15. Renato Cesarini (1968–1968) 16. Humberto Dionisio Maschio (1968–1969) 17. Adolfo Pedernera (1969–1969) 18. Juan José Pizzuti (1969–1972) 19. Enrique Omar Sívori (1972–1974) 20. Vladislao Cap (1974–1974) 21. César Luis Menotti (1974–1983) 22. Carlos Bilardo (1983–1990) 23. Alfio Basile (1990–1994) 24. Daniel Passarella (1994–1998) | 25. Marcelo Bielsa (1998–2004) 26. José Pekerman (2004–2006) 27. Alfio Basile (2006–2008) 28. Diego Maradona (2008–2010) 29. Sergio Batista (2010-2011) 30. Alejandro Sabella (2011-2014) 31. Gerardo Martino (2014-2016) 32. Edgardo Bauza (2016–2017) 33. Jorge Sampaoli (2017–2018) 34. Lionel Scaloni (2018-danes) |

## Znameniti reprezentanti
| - Pablo Aimar (1997–2009) - Antonio Angelillo (1957) - Osvaldo Ardiles (1974–1982) - Luis Artime (1961–1967) - Roberto Ayala (1995–2007) - Rubén Ayala (1969–1974) - Abel Balbo (1988–1998) - Gabriel Batistuta (1991–2003) - Daniel Bertoni (1974–1982) - Miguel Ángel Brindisi (1969–1974) - José Luis Brown (1983–1990) - Jorge Burruchaga (1983–1990) - Claudio Caniggia (1988–2002) - Roberto Cherro (1926–1937) - Omar Oreste Corbatta (1956–1962) - Hernán Crespo (1995–2007) - Ramón Díaz (1979–1982) - Rogelio Domínguez (1951–1963) - Manuel Ferreira (1927–1930) - Ubaldo Fillol (1972–1985) - Rodolfo Fischer (1967–1972) - Marcelo Gallardo (1995–2002) | - Américo Gallego (1975–1982) - Ricardo Giusti (1983–1990) - Kily González (1995–2005) - Gabriel Heinze (2003– ) - René Houseman (1973–1979) - Mario Kempes (1974–1982) - Ángel Labruna (1942–1958) - Claudio López (1995–2004) - Félix Loustau (1945–1952) - Leopoldo Luque (1975–1981) - Oscar Más (1965–1972) - Javier Mascherano (2003– ) - Humberto Maschio (1956–1957) - Diego Maradona (1977–1994) - Rinaldo Martino (1942–1948) - Herminio Masantonio (1935–1942) - Rodolfo Micheli (1953–1956) - José Manuel Moreno (1940–1947) - Norberto Méndez (1945–1956) - Lionel Messi (2005– ) - Sergio Agüero (2006- ) - Jorge Olguín (1976–1982) | - Ermindo Onega (1960–1967) - Ariel Ortega (1993–2010) - Daniel Passarella (1974–1986) - Carlos Peucelle (1928–1940) - René Pontoni (1942–1947) - Juan Román Riquelme (1997–2008) - Maxi Rodríguez (2003– ) - Oscar Ruggeri (1982–1994) - Walter Samuel (1999– ) - José Sanfilippo (1957–1962) - Javier Saviola (2003–2006) - Roberto Néstor Sensini (1987–2003) - Manuel Seoane (1924–1929) - Diego Simeone (1991–2003) - Juan Pablo Sorín (1995–2006) - Héctor Rubén Sosa (1959–1962) - Domingo Tarasconi (1922–1929) - Alberto Tarantini (1974–1982) - Carlos Tévez (2004– ) - Juan Sebastián Verón (1995–2010) - Javier Zanetti (1994–2011) |